# Rudtjärnen (Norrala socken, Hälsingland)
Rudtjärnen är en sjö i Söderhamns kommun i Hälsingland och ingår i Norralaån-Ljusnans kustområde.